# Cryphia plagifera
Cryphia plagifera là một loài bướm đêm trong họ Noctuidae.